# Molí d'oli de Linyola
El Molí d'oli de Linyola és un molí del municipi de Linyola (Pla d'Urgell) inclosa en l'Inventari del Patrimoni Arquitectònic de Catalunya.

## Descripció
És un edifici que arquitectònicament no té cap particularitat artística. La construcció respon a la funcionalitat per la qual fou bastit: molí d'oli. De planta rectangular,és de construcció és senzilla, de caràcter agrícola, amb murs aixecats de maçoneria i pedra en la portada principal.

## Història
No sabem, exactament quan fou construït aquest molí. La llinda de la porta principal duu la inscripció "MOLÍ DE JOSEPH GINE Y CARRERA ANY 1827", sense saber si es tracta del moment de creació o bé d'alguna reforma. Aquest molí d'oli que actualment resta tancat, conserva a l'interior maquinàri interessant per l'elaboració d'oli. Era el molí banal del poble que era arrendat. La cooperativa de la vila l'havia tingut llogat.